# ميليان مرداكوفيتش
ميليان مرداكوفيتش (بالصربية: Миљан Мрдаковић)‏ (6 مايو 1982 - 22 مايو 2020) كان لاعب كرة قدم صربي محترف لعب كمهاجم لعدة اندية وصل عددها إلى 20 ناديًا ولـ 10 دول وسجل خلال مسيرته 150 هدفًا في جميع المسابقات. كما مثل صربيا في أولمبياد 2008. انتحر مرادكوفيتش في بلدية دفيزدارا في العاصمة بلغراد يوم 22 مايو عام 2020 عن عمرًا يناهز 38 سنة بعدما أطلق رصاصة في رأسه.
شارك مرداكوفيتش لأكثر من 12 فريقا من بينها أندرلخت وجينت في بلجيكا، وسالزبورغ النمساوي ومكابي تل أبيب الإسرائيلي وناديي راد وأوه إف كيه بيوغراد، الذي شارك معه في 48 مباراة أحرز خلالها 24 هدفا، وأنهى معه مسيرته في عام 2017.

## احتراف الأندية
ولد مرداكوفيتش في نيش، جمهورية يوغوسلافيا الاتحادية الاشتراكية. بعد أن بدأ في رادنيتشكي نيش ونادي بارتيزان، انتقل إلى نادي رويال أندرلخت البلجيكي. في سن السادسة عشرة، لعب مع فرقهم الشابة والاحتياطية  قبل أن يذهب على سبيل الإعارة إلى فريق الدرجة الأولى البلجيكي زميله «إس سي إيندراخت آلست» في أوائل عام 2002.
بعد ذلك، عاد مرداكوفيتش إلى وطنه ووقع مع نادي OFK بيوغراد في انتقال حر. كان هداف فريقه في موسم 2002-2003 والثالث بشكل عام برصيد 20 هدفًا في الدوري، وفي أغسطس 2003 عاد إلى بلجيكا من خلال الانضمام إلى K.A.A. جينت بعقد لمدة أربع سنوات. غادر باتفاق متبادل في أبريل 2004، ثم أمضى سنة ونصف أخرى مع OFK.
في أوائل عام 2005، وقع مرداكوفيتش مع ريد بول سالزبورغ. بعد ستة أشهر، غادر إلى إف سي ميتاليست خاركيف من الدوري الأوكراني الممتاز، وفي أغسطس 2006، استحوذ عليه نادي مكابي تل أبيب الإسرائيلي. خلال فترة عمله مع الأخير، سجل ثمانية أهداف في جميع المسابقات.
بعد أن أمضى موسم 2007–08 في الدوري البرتغالي الممتاز مع فيتوريا دي غيماريش، استغل السيد مرداكوفيتش تجارته في الدوري الصيني الممتاز مع نادي شاندونغ لونينج تايشان. في يوليو 2009، وافق على صفقة لمدة عامين في أبولون ليماسول. فشل في إحداث تأثير فوري، حيث تمت إعارته إلى نادي الدرجة الأولى القبرصي إثنيكوس آشنا في فترة الانتقالات التالية.
عاد مرداكوفيتش إلى OFK بلغراد في 19 يناير 2017، موضحًا عزمه على التقاعد في النادي.

## المسيرة الدولية
مثل مرداكوفيتش منتخب صربيا تحت 19 سنة لكرة القدم في بطولة UEFA الأوروبية لأقل من 18 عام 2001. وقد تم تحديده أيضًا للمنتخب الوطني تحت سن 21 عامًا، لكنه لم يشهد سوى القليل من العمل بسبب الصراع مع فلاديمير بتروفيتش.
في يوليو 2008، تم استدعاء مرداكوفيتش أيضًا من قبل ميروسلاف تشوكيتش إلى المنتخب الصربي في دورة الألعاب الأولمبية الصيفية لعام 2008. كان أحد اللاعبين الثلاثة الأكبر سنًا إلى جانب ألكسندر زيفكوفيتش وفلاديمير ستويكوفيتش. ظهر مرداكوفيتش في جميع مباريات دور المجموعات الثلاث، وسجل هدفًا في مباراة خسارها منتحب بلاده أمام ساحل العاج 4-2.
في مايو 2011، تلقى مرداكوفيتش أول استدعاء له لتشكيلة صربيا الكاملة من فلاديمير بتروفيتش لمباراتين وديتين في آسيا وأوقيانوسيا. ومع ذلك، غاب عن الجولة المصغرة بسبب إصابة تم التقاطها في جلسة تدريبية.

## مرتبة الشرف

### مع النادي

#### شاندونغ لونينغ
- الدوري الصيني الممتاز: 2008.

#### تامبينيس روفرز
- كأس الدوري السنغافوري: 2014.
- درع سنغافورة الخيري: 2014.

### فردي
- هداف الدرجة الأولى القبرصية: 2010-11.

## روابط خارجية
- ميليان مرادكوفيتش على موقع الاتحاد الدولي (مؤرشف)  (الإنجليزية)
- ميليان مرادكوفيتش على موقع الاتحاد الأوربي (الإنجليزية)
- ميليان مرادكوفيتش على موقع اتحاد أوكرانيا (الإنجليزية)
- ميليان مرادكوفيتش على موقع قاعدة بيانات كرة القدم.إي يو (الإنجليزية)
- ميليان مرادكوفيتش على موقع Soccerway.com (الإنجليزية)
- ميليان مرادكوفيتش على موقع عالم كرة القدم.نت (الإنجليزية)
- ميليان مرادكوفيتش على موقع اللجنة الأولمبية الدولية (الإنجليزية)
- ميليان مرادكوفيتش على موقع أوليمبيديا (الإنجليزية)
- ميليان مرداكوفيتش  على سكروي
- ميليان مرداكوفيتش في موقع كرة القدم العالمية.نت
- ميليان مرداكوفيتش – سجل منافسات الفيفا
- ميليان مرداكوفيتش – سجل منافسات اليويفا